# Хроногеография
Хроногеография (англ. time geography) — научная дисциплина, изучающая пространственно-временные траектории жизни отдельных людей на протяжении различных отрезков времени.

## Определение
Согласно БРЭ хроногеография — это описание пространственно-временных траекторий жизни отдельных людей на протяжении отрезков различной продолжительности.
По мнению ряда специалистов хроногеография — это научное направление (дисциплина) по изучению деятельности людей в пространстве и времени, их движение. Объектом хроногеографии являются люди и любые объекты или явления, представленные в пространстве-времени. Предмет — жизнедеятельность человека и общества в динамике. Концепция хроногеографии заключается в изучении путей индивидуумов, где путь — это пространственно-временная непрерывная траектория движения отдельных индивидуумов в рамках суточного, годового или жизненного цикла. На путях встречаются станции, где происходят основные события и осуществляются проекты, то есть целенаправленные действия, состоящих из задач, выполняемых в известном порядке и требующих объединения людей и ресурсов в пространстве-времени.

## История
Основоположником считается шведский географ Торстен Хагерстранд, который опубликовал в 1950 году свою статью об эмиграции одного из прихода сельского населения Южной Швеции в США в XIX веке и свою докторскую работу в 1953 году теорию пространственной диффузии инноваций. Обрабатывая эмпирический материал по биографиям 10 тысяч человек, был сформулирован пространственно-временной подход и включены параметры жизни людей. Подход позволил изучить модели движения населения.

## Анализ ограничений
Представители Лудской школы хроногеографии используют анализ ограничений (физических, социо-культурных, институциональных, финансовых) для перемещения и общения людей. Причины ограничений индивидуумов (врождённые и приобретенные качества людей, доступные технические средства, ресурсы социальной среды, выбор других людей, правила и нормы) формируют три класса ограничений: ограничения возможностей (ограничения из-за биологических возможностей человека и инструментов, которые могут управлять человеком, обществом, экономикой); ограничения связей (ограничения, которые определяют, где, когда и как долго человек должен присоединяться к другим индивидам, инструментам и материалам для того, чтобы производить, потреблять и совершать сделки); ограничения власти (законы, бюрократические барьеры).

## Практика использования пространственно-временного подхода
Транспортно-географическое исследования при транспортном планировании, анализе транспортной доступности, внедрения геоинформационных систем используют моделирование суточного цикла передвижения людей.
Урбанистика использует для изучения временных структур в городах, эффектов ускорения городской жизни.
В области информационных технологий для создания программ, анализирующих поведение людей в пространстве и времени, строятся траектории жизни людей, пространственно-временные кубы, аквариумы, картоподобные изображения.